# Warazdat Harojan
Warazdat Arszakowicz Harojan (orm. Վարազդատ Հարոյան, ur. 24 sierpnia 1992 w Erywaniu) – ormiański piłkarz grający najczęściej na pozycji środkowego obrońcy. Od 2021 jest zawodnikiem klubu Cádiz CF.

## Kariera klubowa
Karierę piłkarską Harojan rozpoczął w klubie Piunik Erywań. W 2009 został włączony do kadry pierwszego zespołu. W debiutanckim sezonie wywalczył pierwszy tytuł mistrza Armenii oraz pierwszy Puchar Armenii w karierze. W 2010 stał się podstawowym zawodnikiem Piunika i ponownie sięgnął po dublet. Z Piunikiem zdobył też Puchary Armenii w sezonach 2012/2013, 2013/2014 i 2014/2015 oraz Superpuchary Armenii w 2010 i 2011.
W 2016 Harojan przeszedł do irańskiego klubu Padideh FC. W Iran Pro League zadebiutował 26 lipca 2016 w wygranym 1:0 wyjazdowym meczu z Sepahanem Isfahan. W zespole Padideh grał przez rok.
Latem 2017 Harojan został zawodnikiem rosyjskiego zespołu Urał Jekaterynburg. Zadebiutował w nim 23 lipca 2017 w wygranym 1:0 wyjazdowym meczu z Dinamem Moskwa. Grał do lata 2020.
W październiku 2020 Harojan przeszedł do FK Tambow. Debiut zaliczył 18 października 2020 w wygranym 2:0 wyjazdowym spotkaniu z Rotorem Wołgograd.
Na początku 2021 Harojan został zawodnikiem kazachskiego FK Astana. Zadebiutował 13 marca 2021 w zremisowanym 2:2 domowym meczu z Turanem Turkiestan. W 2021 wywalczył z Astaną wicemistrzostwo Kazachstanu.
W lipcu 2021 Harojan trafił do Cádizu. Debiut zanotował 14 sierpnia 2021 w zremisowanym 1:1 domowym meczu z Levante UD.
| Sezon   | Klub               | Kraj       | Rozgrywki        | Mecze | Bramki |
| ------- | ------------------ | ---------- | ---------------- | ----- | ------ |
| 2009    | Piunik Erywań      | Armenia    | Barcragujn chumb | 5     | 0      |
| 2010    | Piunik Erywań      | Armenia    | Barcragujn chumb | 17    | 0      |
| 2011    | Piunik Erywań      | Armenia    | Barcragujn chumb | 27    | 3      |
| 2012/13 | Piunik Erywań      | Armenia    | Barcragujn chumb | 26    | 2      |
| 2013/14 | Piunik Erywań      | Armenia    | Barcragujn chumb | 25    | 2      |
| 2014/15 | Piunik Erywań      | Armenia    | Barcragujn chumb | 24    | 0      |
| 2015/16 | Piunik Erywań      | Armenia    | Barcragujn chumb | 22    | 1      |
| 2016/17 | Padideh FC         | Iran       | Iran Pro League  | 25    | 0      |
| 2017/18 | Urał Jekaterynburg | Rosja      | Priemjer-Liga    | 20    | 1      |
| 2018/19 | Urał Jekaterynburg | Rosja      | Priemjer-Liga    | 16    | 1      |
| 2019/20 | Urał Jekaterynburg | Rosja      | Priemjer-Liga    | 18    | 1      |
| 2020/21 | Urał Jekaterynburg | Rosja      | Priemjer-Liga    | 1     | 0      |
| 2020/21 | FK Tambow          | Rosja      | Priemjer-Liga    | 8     | 0      |
| 2021    | FK Astana          | Kazachstan | Priemjer Ligasy  | 1     | 0      |

## Kariera reprezentacyjna
W reprezentacji Armenii Harojan zadebiutował 10 sierpnia 2011 w przegranym 0:3 towarzyskim meczu z Litwą, rozegranym w Kownie. W 58. minucie tego meczu został ukarany czerwoną kartką.